# Gongrothamnus
Gongrothamnus là một chi thực vật có hoa trong họ Cúc (Asteraceae).

## Loài
Chi Gongrothamnus gồm các loài: